# Sebastian Beach
Sebastian Beach ist eine wiederkehrende fiktive Figur in Erzählungen und Romanen des britischen Schriftstellers P. G. Wodehouse und zählt neben Bertie Woosters Kammerdiener Jeeves zu den bekanntesten Dienstboten im Werk  von Wodehouse. Beach ist Butler auf Blandings Castle, dem Landsitz von Lord Emsworth, der isst, schläft, nur von Schweinen träumt und sich nur mit Butler Beachs Hilfe all den Schicksalsschlägen entziehen kann, die sein geruhsames Leben durcheinanderbringen.

## Charakterisierung
Beach ist seit vielen Jahren auf Blandings Castle beschäftigt, wo er einst als einfacher Diener anfing. Er ist immer noch Junggeselle, aber erwies sich zumindest in seiner Zeit als Diener als Herzensbrecher. Seine Bedeutung für das Leben auf Blandings Castle ist so groß, dass Lord Emsworth noch nicht einmal über ein Leben ohne Beach nachdenken kann. Dort herrscht er mit majestätischer Ruhe. Jerry Vail, kurzzeitiger Sekretär von Lord Emsworth, zeigt sich jedenfalls von seinem Kollegen auf Blandings Castle sehr beeindruckt:

„Nur ein äußerst furchtloser junger Mann ist es, der einen englischen Butler fortwährend und ganz betrachten kann, ohne die Demut eines Wurmes zu empfinden. Alle vorangegangenen Begegnungen Jerrys mit Beach – auf Fluren, in der Halle, beim Lunch und beim Dinner – hatten ihn mit dem Eindruck zurückgelassen, dass seine, Jerry Füße zu groß waren, seine Ohren zu rot und dass sein gesellschaftlicher Status irgendwo zwischen dem eines jugendlichen Verbrechers und eines schlecht gekleideten Aussätzigen lag.“

Zu den wenigen, die sich unbeeindruckt von der Ausstrahlung Beachs zeigen ist der schielende, zu reichlichem Alkoholgenuss neigende Schweinehüter George Cyril Wellbeloved, dem über lange Zeit die Pflege von Lord Emsworth Lieblings-Mastschwein, die Kaiserin von Blandings anvertraut ist.

„Ungleich den meisten anderen, die jenem gottähnlichen Menschen gegenüberstanden, fürchtete er sich nicht vor Beach. Er war der Meinung – und hatte diese seine Meinung wieder und wieder furchtlos im Schankraum des Emsworth Arms kundgetan –, dass Beach ein alter Wichtigtuer sei.“

Nichts lässt mehr erahnen, dass Beach als Jugendlicher einmal beim Radrennen der Chorknaben den Sieg davontrug. Sein äußeres Erscheinungsbild lässt befürchten, dass er unmittelbar davor steht, einen Schlaganfall zu erleiden. Seine Stimme vergleicht P. G. Wodehouse mit der von Tawny Portwein, der hörbar geworden ist. Um seine Gesundheit steht es nicht zum besten: er leidet unter Hühneraugen, eingewachsenen Fußnägeln, geschwollenen Gelenken, nervösen Kopfschmerzen, einem schwachen Magen und hat eine Augenschwäche. Daneben fürchtet er wenige Dinge so sehr wie den Sozialismus. Dafür besitzt er dank Freddie Threepwood die beste Sammlung von Krimis, die es in Shropshire gibt. Ähnlich wie Jeeves, Wodehouse' berühmten Kammerdiener, ist Beach für seinen Dienstherren ein Fels in der Brandung, der verlässlich dafür sorgt, dass alle Verwicklungen gut ausgehen. Während Jeeves jedoch so geräuschlos „wie ein heilender Zephyr“ durch Bertie Wooster Wohnung schwebt, ist Butler Beach nicht zu überhören:

„Draußen waren dröhnende Laute zu hören, wie sie ein beleibter Butler verursacht, der auf dem gefliesten Korridor eine gute Zeit erzielt“

Als Butler steht Beach dem Haushalt seines Arbeitgebers vor und führt dieses Amt mit ernster Strenge aus. Jeden Abend kurz vor halb Acht verlässt er das Speisezimmer, wo die speisenden Herrschaften dann nur noch durch den zweiten Butler Merridew und die Diener James und Alfred betreut werden. Erst wenn es Zeit wird, den Likör und die Zigarren zu servieren, wird er wieder ins herrschaftliche Speisezimmer zurückkehren. In der Zwischenzeit führt er spiegelbildlich zur streng beachteten Hierarchie in den oberen Etagen die ranghöchsten Dienstboten, die im Zimmer der Haushälterin Twemlow gewartet hat, in einer nach Dienstbotenhierarchie geordneten Prozession in deren Speisesaal, denn „Blandings war keines dieser Häuser – oder sollen wir sagen Hütten – in denen von den obersten Dienstboten verlangt wurde, dass sie sich in dem Raum versammelten, in denen sie auch speisten.“
Beach ist ein Freund aller Nichten und Neffen von Lord Emsworth. So lange diese noch Kinder sind, ist er mal Bär, mal Nilpferd, um sie zu unterhalten. Er versorgt auch die Kaiserin von Blandings mit Futter, wenn einer der Neffen von Lord Emsworth auf die Idee kommt, dieses Lieblingsschwein seines Arbeitgebers zu entführen. Die zu Erwachsenen herangewachsenen Nichten und Neffen versorgt er mit Portwein, um ihnen über die Krisen des Lebens hinweg zu helfen. Portwein ist auch sein Überlebenselixier, wenn sich die Ereignisse überstürzen, jedoch greift er in Momenten der Krise auch auf Brandy als Trostmittel zurück.

„Kein treuerer Mann als Beach ist je im Portwein ertrunken...“

sagt der Ehrenwerte  Galahad 'Gally' Threepwood über ihn.
Bei vielen Ereignissen auf Blandings Castle ist der Bruder von Lord Emsworth, Galahad Threepwood, der nach Ansicht der Threepwood-Schwestern der Schandfleck einer stolzen Familie ist, sein Kollaborateur. Seine Nichte Maudie schickt Butler Beach nicht nur zweideutige Postkarten. Sie charakterisiert sich auch durch vieles, was man als „Nur für Erwachsene“ bezeichnen kann.  Sie hat unter dem Namen Maudie Montrose als Bardame gearbeitet und erbte von ihrem ersten Ehemann eine Privatdetektei. Ihre Anziehungskraft ist so groß, dass Lord Emsworth sogar schriftlich um ihre Hand anhält. Sein Heiratsversprechen kann er jedoch noch rechtzeitig aus dem Verkehr ziehen, nachdem er entdeckt, dass Maudie eine Blutsverwandte von Beach ist und er zukünftig seinen Butler dann als Onkel Sebastian ansprechen müsste. Maudie heiratet schließlich Lord Emsworths (vermeintlichen) Gegenspieler Sir Gregory Parsloe-Parsloe und wird so zur Lady Parsloe, die in Matchingham, dem Landsitz in der Nachbarschaft von Blandings Castle residiert.

## Fernsehen
In der BBC-Serie aus dem Jahre 1967, in der mehrere Kurzgeschichten über Blandings Castle verfilmt wurde, spielte Stanley Holloway den Butler Beach. In der 1995 Verfilmung von Seine Lordschaft und das Schwein (Heavy Weather), wurde  Beach von Roy Hudd dargestellt. 2013 gab es weitere TV-Serien, die auf Blandings Castle spielen. Die Rolle des Butler Beach wurde in der ersten Serie von Mark Williams und in der zweiten Serie von Tim Vine gespielt.

## Romane mit Beach als Butler
- Something Fresh (1915); deutscher Titel: In alter Frische
- Summer Lightning (1929); deutscher Titel: Sommerliches Schlossgewitter
- Heavy Weather (1933); deutscher Titel: Seine Lordschaft und das Schwein; Sein und Schwein
- Uncle Fred in the Springtime; deutscher Titel: Schloss Blandings im Sturm der Gefühle
  - Neu aufgelegt: Onkels Erwachen, neu übersetzt von Thomas Schlachter, Edition Epoca, Zürich 2010 ISBN 978-3-905513-53-0
- Lord Emsworth and the Girl Friend
- Full Moon; deutscher Titel: Vollmond über Blandings Castle
- Uncle Dynamite; deutscher Titel: Onkel Dynamit
- Pigs Have Wings; deutscher Titel: Schwein oder Nichtschwein
- Service with a Smile (1961); deutscher Titel: Stets zu Diensten
- Galahad at Blandings (1965); deutscher Titel: Reichtum schützt vor Liebe nicht
- A Pelican at Blandings (1969); deutscher Titel: Ein Pelikan im Schloss
- Sunset at Blandings
- Blandings Castle and Elsewhere (1935); deutscher Titel Herr auf Schloß Blandings
- Leave It to Psmith (1923); deutscher Titel Psmith macht alles; Ein Lord in Nöten

## Einzelbelege
1. ↑  P. G. Wodehouse: Schwein oder Nichtschwein, S. 83.
2. ↑  P. G. Wodehouse: Schwein oder Nichtschwein. S. 187
3. ↑  P. G. Wodehouse: Schwein oder Nichtschwein. S. 187.
4. ↑  P. G. Wodehouse: Schwein oder Nichtschwein. S. 93.
5. ↑  P. G. Wodehouse: Schwein oder Nichtschwein S. 187
6. ↑  P. G. Wodehouse: In alter Frische.
7. ↑  Usborne: Plum Sauce. A P. G. Wodehouse Companion. S. 43.
8. ↑  P. G. Wodehouse: Jeeves übernimmt das Ruder
9. ↑  P. G. Wodehouse: Schwein oder Nichtschwein, S. 47.
10. ↑  P. G. Wodehouse: Something fresh. S. 137
11. ↑  Usborne: Plum Sauce. A P. G. Wodehouse Companion. S. 99
12. ↑  P. G. Wodehouse: Schwein oder Nichtschwein. S. 148
13. ↑  P. G. Wodehouse: Schwein oder Nichtschwein, S. 71.
14. ↑  P. G. Wodehouse: Schwein oder Nichtschwein, S. 11.
15. ↑  P. G. Wodehouse: Schwein oder Nichtschwein, S. 75.
16. ↑  P. G. Wodehouse: Schwein oder Nichtschwein, S. 149.